# Жабино (Гатчинський район)
Жабино (рос. Жабино) — присілок у Гатчинському районі Ленінградської області Російської Федерації.
Населення становить 895 осіб. Належить до муніципального утворення Сяськелевське сільське поселення.

## Географія
Населений пункт розташований на південній околиці міста Санкт-Петербурга.

## Історія
Згідно із законом від 16 грудня 2004 року № 113—оз належить до муніципального утворення Сяськелевське сільське поселення.

## Населення
| 1838 | 1862 | 1928 | 1958 | 1997 | 2006 | 2007 |
| ---- | ---- | ---- | ---- | ---- | ---- | ---- |
| 435  | ↘428 | ↗497 | ↘298 | ↗819 | ↘798 | ↘796 |
| 2010 | 2012 | 2013 | 2017 |      |      |      |
| ↗867 | ↘835 | ↘784 | ↗895 |      |      |      |